# Émile Derlin Zinsou

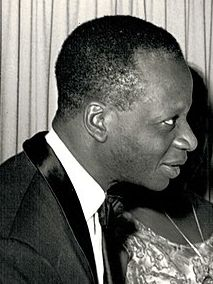
Émile Derlin Zinsou (1963)

Émile Derlin Henri Zinsou (* 23. März 1918 in Ouidah; † 28. Juli 2016 in Cotonou) war von 1968 bis 1969 Präsident von Dahomey, dem heutigen Benin.

## Leben
Zinsou besuchte die École normale William Ponty und studierte Medizin in Dakar. Er war während der französischen Kolonialzeit politisch aktiv. Von 1955 bis 1959 war er Mitglied des französischen Senats.
Nach der Unabhängigkeit des damaligen Dahomey 1960 wurde er oftmals mit diplomatischen Aufgaben betraut. Innenpolitisch hielt er sich von den rivalisierenden Parteien fern. Nach Gründung der Organisation für Afrikanische Einheit galt er zeitweise als Kandidat für das Amt des Generalsekretärs.
Das Militärregime, das 1967 die Macht ergriff, bat ihn, das Präsidentenamt zu übernehmen, da er den Ruf einer überparteilichen und um Ausgleich bemühten Persönlichkeit hatte. Er übernahm das Amt am 17. Juli 1968. Im Dezember 1969 beendete ein Militärputsch seine Präsidentschaft. Während der Einparteienherrschaft des marxistischen Präsidenten Mathieu Kérékou von 1972 bis 1990 galt er als Oppositioneller.
Als Präsident Kérékou den Weg zur Demokratie freimachte, wurde Zinsou Mitglied des am 9. März 1990 gebildeten Rates Haut Conseil pour la République, der als provisorisches oberstes Organ agierte. Diesem Rat gehörten neben Zinsou die ehemaligen Staatsoberhäupter Justin Ahomadégbé, Tahirou Congacou und Hubert Maga an.
Er war zugegen, als am 12. Juli 2000 in Lomé der Vertrag zur Gründung der Afrikanischen Union unterzeichnet wurde und war Vizepräsident des Haut Conseil de la Francophonie, dessen Präsident Jacques Chirac ist.